# Secrétariat d'État aux Migrations (Espagne)
Le secrétariat d'État aux Migrations d'Espagne (en espagnol : Secretaría de Estado de Migraciones) est le secrétariat d'État chargé de la politique migratoire, des étrangers et des expatriés.
Il relève du ministère de l'Inclusion, de la Sécurité sociale et des Migrations.

## Missions

### Fonctions
Le secrétariat d'État met en œuvre la politique du gouvernement en matière de résidents étrangers, d'immigration, et de citoyenneté espagnole à l'étranger.

### Organisation
Le secrétariat d’État s'organise de la manière suivante : 
- Secrétariat d'État aux Migrations (Secretaría de Estado de Migraciones) ;
  - Direction générale de la Gestion migratoire ;
    - Sous-direction générale de l'Immigration et de la Mobilité internationale ;
    - Sous-direction générale des Infrastructures pour les migrations ;
    - Sous-direction générale de la Gestion et des Fonds européens ;

  - Direction générale de l'Aide humanitaire et du Système d'accueil de protection internationale ;
    - Sous-direction générale de la Gestion des places et itinéraires d'accueil humanitaire et du Système d'accueil de protection internationale ;
    - Sous-direction générale de la Planification et de l'Évaluation ;
    - Sous-direction générale des Centres et des Urgences du système de migrations ;

  - Direction générale de la Citoyenneté espagnole à l'étranger et des Politiques de retour ;
    - Sous-direction générale de la Citoyenneté espagnole à l'étranger et des Politiques de retour ;

  - Sous-direction générale du Régime juridique ;
  - Observatoire espagnol du Racisme et de la Xénophobie ;
  - Conseil général de la Citoyenneté espagnole à l'étranger ;
  - Commission interministérielle des Étrangers ;
  - Commission de travail tripartite de l'immigration ;
  - Forum pour l'intégration sociale des immigrants.

## Titulaires
| Titulaire                                     | Titulaire               | Début      | Fin         | Parti | Ministre de rattachement           |
| --------------------------------------------- | ----------------------- | ---------- | ----------- | ----- | ---------------------------------- |
|                                               | Consuelo Rumí           | 20/04/2004 | 27/02/2010  | PSOE  | Jesús Caldera Celestino Corbacho   |
|                                               | Anna Terrón             | 27/02/2010 | 31/12/2011  | PSC   | Celestino Corbacho Valeriano Gómez |
|                                               |                         |            |             |       |                                    |
|                                               | Consuelo Rumí           | 19/06/2018 | 30/01/2020  | PSOE  | Magdalena Valerio                  |
|                                               | Hana Jalloul            | 30/01/2020 | 31/03/2021  | PSOE  | José Luis Escrivá                  |
|                                               | Jesús Perea             | 07/04/2021 | 28/06/2022  | PSOE  | José Luis Escrivá                  |
|                                               | Isabel Castro Fernández | 28/06/2022 | 06/12/2023  | PSOE  | José Luis Escrivá                  |
|                                               | Pilar Cancela           | 06/12/2023 | En fonction | PSOE  | Elma Saiz                          |
| Titres successifs : - Depuis 2018: Migrations |                         |            |             |       |                                    |